# Dimitar Zaprianov
Dimitar Zaprianov, född 27 januari 1960 i Opan, Bulgarien, död 14 juli 2024, var en bulgarisk judoutövare.
Han tog OS-silver i herrarnas tungvikt i samband med de olympiska judotävlingarna 1980 i Moskva.